# NGC 784

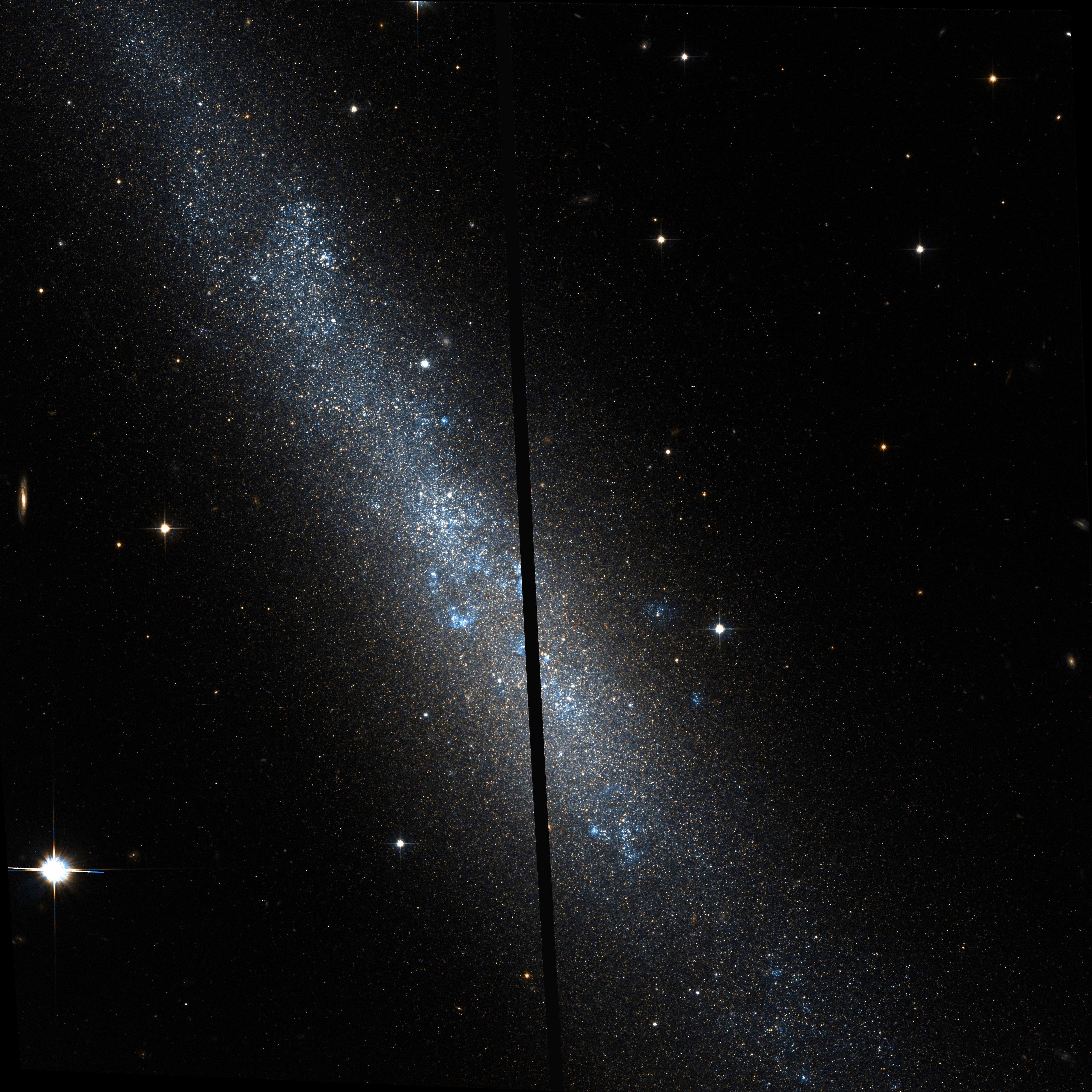
NGC 784 par le télescope spatial Hubble.

NGC 784 est une galaxie spirale barrée de type magellanique, vue par la tranche. Elle est située dans la constellation du Triangle. Sa vitesse par rapport au fond diffus cosmologique est de −62 ± 18 km/s ce qui signifie qu'elle s'approche de nous. NGC 784 a été découverte par l'astronome prussien Heinrich d'Arrest en 1865.

## Caractéristiques
La vitesse de la paire par rapport au fond diffus cosmologique est de −62 ± 18 km/s ce qui signifie qu'elle s'approche de nous.
À ce jour, 17 mesures non basées sur le décalage vers le rouge (redshift) donnent une distance de 4,159 ± 1,083 Mpc (∼13,6 millions d'al).  Sa distance a été déterminée par des méthodes indépendantes du décalage vers le rouge et le résultat donne environ 14 millions d'années-lumière.
La classe de la luminosité de NGC 784 est IV-V et elle présente une large raie HI. En raison d'une brillance de surface égale à 14,26 mag/am2, on peut qualifier NGC 784 de galaxie à faible brillance de surface (LSB en anglais pour low surface brightness). Les galaxies LSB sont des galaxies diffuses (D) avec une brillance de surface inférieure de moins d'une magnitude à celle du ciel nocturne ambiant.

## Masse de NGC 784
Selon un article publié en 2022, la masse de gaz froid de NGC 784 est égale à (4,3 ± 0,5) × 107 {\displaystyle M_{\odot }} ce qui représente une fraction égale à 0,101 ± 0,013 de la masse de la galaxie. Ces données permettent de calculer la masse de la galaxie, calcul qui donne une masse de (42,6 ± 5,0) × 108 {\displaystyle M_{\odot }},.

## Groupe de NGC 672
En compagnie de NGC 672 et de IC 1727, NGC 784 fait partie du groupe de NGC 672.